# Steuerwettbewerb
Steuerwettbewerb (englisch tax competition) ist der Wettbewerb zwischen Staaten oder innerhalb eines Staates zwischen Gebietskörperschaften, mit Hilfe der Steuerpolitik durch Ausgestaltung des Steuersystems die Wettbewerbsfähigkeit der eigenen Wirtschaft zu stärken oder als Wirtschaftsstandort für Steuerpflichtige attraktiv zu sein.

## Allgemeines
Internationaler Steuerwettbewerb setzt grenzüberschreitende wirtschaftliche Aktivitäten voraus, also Außenhandel (Export, Import), ausländische Direktinvestitionen, Interbankenhandel, multinationale Unternehmen, Arbitrage oder Spekulation. Die Besteuerung ist weder innerhalb eines Staates noch international einheitlich, es besteht ein Steuergefälle. Dieses existiert nicht zufällig, sondern ist auch Ergebnis des Steuerwettbewerbs. International haben sich hierfür die Begriffe Hochsteuerland, Niedrigsteuerland und Steueroase gebildet. Günstige steuerliche Bedingungen in einzelnen Staaten führen zu Steuerflucht und geringerem Steueraufkommen in den Hochsteuerländern.
Voraussetzung für den Steuerwettbewerb ist die Niederlassungsfreiheit für Unternehmen und die Personenfreizügigkeit für Privatpersonen, ihren Geschäfts- oder Wohnsitz frei wählen zu dürfen, weil der Sitz für die Besteuerung im Sitzland maßgebend ist.

## Arten
Die OECD unterscheidet zwischen „schädlichem“ (englisch harmful) und „unschädlichem“ (englisch harmless) Steuerwettbewerb. Schädlich sieht sie unter anderem das Trittbrettfahrerproblem, wenn Unternehmen die Infrastruktur eines Staates nutzen, aber ihre Steuerbasis in ein anderes Land verlagern oder wenn Steueroasen und ihre Nutzer die Finanzierung globaler öffentlicher Güter den Steuerzahlern der Hochsteuerländer überlassen. Auch das „Wildern“ in Steuerbasen, die anderen Staaten zustehen, oder die Durchführung von Investitionen, die vor allem aus Steuergründen in einem bestimmten Land vorgenommen werden, ohne dass eine wirkliche Standortentscheidung getroffen wird, gilt als schädlich. Schließlich stellte die OECD drei für Hochsteuerländer nachteilige Praktiken fest, und zwar Länder mit allgemein geringer Einkommensbesteuerung (Steueroasen), Länder mit einem nur für bestimmte Einkommen privilegierend wirkenden Steuersystem (schädliche Privilegierung) und Länder mit einem für alle geltenden Steuersatz unter dem eines Hochsteuerlandes, der aber dennoch für das Steueraufkommen von wesentlicher Bedeutung ist.
Innerstaatlicher Steuerwettbewerb entsteht durch die Steuerhoheit, die etwa in Deutschland außer beim Bund (für Bundessteuern) auch bei den Ländern (für Ländersteuern) und Gemeinden (für Gemeindesteuern) liegt. So erheben Gemeinden beispielsweise unterschiedliche Gewerbesteuern durch die Anwendung unterschiedlicher Hebesätze. Je niedriger sie sind, umso eher siedeln sich neue Gewerbe in einer Kommune an.

## Statistik
Seit dem Jahre 2000 kam es zu einem deutlichen Rückgang der durchschnittlichen Steuersätze für Gewinnsteuern in den EU15-Staaten um 28 % des ursprünglichen Niveaus. Dem Rückgang bei den Gewinnsteuern steht ein moderater Rückgang bei den Einkommensteuersätzen von knapp zehn Prozent und ein Anstieg der Umsatzsteuersätze um 11 Prozent gegenüber. Der deutliche Rückgang im Bereich der Gewinnsteuersätze kann als Indiz für eine möglicherweise hohe Relevanz des Steuerwettbewerbs im Bereich Unternehmensbesteuerung gewertet werden. Lag im Jahr 1981 der EU-Durchschnitt der Gewinnsteuersätze in der damaligen EU10 noch bei 47,1 %, so mussten Unternehmensgewinne in der EU28 im Jahr 2018 mit nur noch durchschnittlich 21,6 % versteuert werden (siehe Gewinnquote). Auch Deutschland folgte dem Trend und reduzierte zwischen 1981 und 2018 mit zwei großen Steuerreformen in den Jahren 2000 und 2008 den Gewinnsteuersatz von 60 % auf heute rund 30 %. Über den gesamten Zeitraum lag Deutschland jedoch mit dem Gewinnsteuersatz stets über dem EU-Durchschnitt.
International gibt es folgende Unternehmenssteuern:
| Staat                  | 2017 in % | 2023 in % |
| ---------------------- | --------- | --------- |
| Schweiz                | 20,65     | 19,65     |
| Bulgarien              | 10,0      | 10,0      |
| Irland                 | 12,5      | 12,5      |
| Zypern                 | 12,5      | 12,5      |
| Lettland               | 15,0      | 20,0      |
| Litauen                | 15,0      | 15,0      |
| Rumänien               | 16,0      | 16,0      |
| Kroatien               | 18,0      | 18,0      |
| Polen                  | 19,0      | 19,0      |
| Vereinigtes Königreich | 19,0      | 19,0      |
| Estland                | 20,0      | 20,0      |
| Finnland               | 20,0      | 20,0      |
| Slowakei               | 21,0      | 21,0      |
| Dänemark               | 22,0      | 22,0      |
| Schweden               | 22,0      | 20,6      |
| Portugal               | 22,5      | 31,5      |
| Norwegen               | 24,0      | 22,0      |
| Spanien                | 25,0      | 25,0      |
| Niederlande            | 25,0      | 25,8      |
| Österreich             | 25,0      | 24,0      |
| Kanada                 | 26,5      | 26,21     |
| Luxemburg              | 27,08     | 24,94     |
| Griechenland           | 29,0      | 22,0      |
| Deutschland            | 29,83     | 29,94     |
| Belgien                | 33,99     | 25,0      |
| Japan                  | 34,38     | 29,74     |
| Frankreich             | 34,43     | 25,83     |
| Vereinigte Staaten     | 39,25     | 25,77     |

Hieraus ist erkennbar, dass Kleinstaaten wie Irland oder Zypern relativ niedrige Steuersätze im Vergleich zu den Flächenstaaten wie Deutschland, Frankreich oder Spanien aufweisen. Das macht Kleinstaaten zu Niedrigsteuerländern und Flächenstaaten zu Hochsteuerländern.
Untersucht man den Durchschnitt der Gewinnsteuersätze zwischen Kleinstaaten und Flächenstaaten im Zeitverlauf, ergibt sich folgendes Bild:
| Jahr | Kleinstaaten Gewinnsteuern in % | Flächenstaaten Gewinnsteuern in % |
| ---- | ------------------------------- | --------------------------------- |
| 1998 | 32,6                            | 40,0                              |
| 1999 | 32,1                            | 38,8                              |
| 2000 | 30,3                            | 38,4                              |
| 2001 | 28,9                            | 35,8                              |
| 2002 | 27,2                            | 35,6                              |
| 2003 | 25,8                            | 35,5                              |
| 2004 | 24,3                            | 35,1                              |
| 2005 | 22,7                            | 34,6                              |
| 2006 | 22,6                            | 34,2                              |
| 2007 | 22,0                            | 33,1                              |
| 2008 | 22,1                            | 29,9                              |
| 2009 | 22,1                            | 29,9                              |
| 2010 | 21,4                            | 29,9                              |
| 2011 | 21,2                            | 29,8                              |
| 2012 | 21,1                            | 29,4                              |
| 2013 | 21,5                            | 29,6                              |
| 2014 | 21,2                            | 29,2                              |
| 2015 | 21,2                            | 28,7                              |
| 2016 | 21,1                            | 27,7                              |
| 2017 | 20,6                            | 26,9                              |
| 2018 | 20,7                            | 26,9                              |

Die Tabelle weist ein geringeres Niveau der Gewinnsteuersätze in der Gruppe der Kleinstaaten aus. Dabei entwickelten sich die Durchschnitte der Gewinnsteuersätze relativ parallel. Im Jahr 1998 lag der Durchschnitt der Gewinnsteuersätze in den europäischen Kleinstaaten bei 32,6 % und damit 7,4 Prozentpunkte unterhalb des Durchschnitts der Gewinnsteuersätze großer Flächenstaaten, der 40,0 % betrug. Im Jahr 2018 lag der Durchschnitt der Gewinnsteuersätze der kleinen Standorte bei 20,7 % und der großen Flächenstaaten bei 26,9 %, was einer Differenz von 6,2 Prozentpunkten entspricht. Damit liegen die kleinen europäischen Standorte mit ihren Gewinnsteuersätzen weiterhin deutlich unter dem Niveau der großen europäischen Staaten.

## Wirtschaftliche Aspekte
Staaten richten ihr Staatsziel auch danach aus, mit welchem Steuersystem sie ihre Steuerpflichtigen besteuern wollen. Die Staaten kennen den Einfluss der Besteuerung auf die unternehmerische Standortentscheidung. Die Senkung der Steuersätze und gezielte staatliche Fördermittel (Investitionsschutz, Investitionshilfen) eröffnet den Staaten die Möglichkeit, neue Unternehmen anzulocken, um zusätzliche Steuereinnahmen zu generieren und Wirtschaftswachstum zu erzielen. Der Steuerwettbewerb kann daher durch Länder ausgelöst werden, die ihr Steuerniveau senken oder durch Länder, die es erhöhen.
John Maynard Keynes warnte 1936 in seiner Allgemeinen Theorie der Beschäftigung, des Zinses und des Geldes vor einer zu starken Besteuerung der Reichen, weil es diese in die Steuerflucht treiben würde. Ein Trade-off der progressiven Besteuerung besteht darin, dass sie oberhalb einer variablen Schwelle den Leistungswillen der Steuerzahler beeinträchtigt und sie zur Steuerhinterziehung oder Steuerflucht motivieren kann. Insbesondere Einkommens- oder Vermögensmillionäre sind meist sehr mobil und verlagern ihren Wohnsitz ins Ausland, wenn ihnen deutliche Steuernachteile drohen.
Auch für multinationale Unternehmen lohnt sich die Ausnutzung des internationalen Steuergefälles. So kann beispielsweise ein Konzernunternehmen im Hochsteuerland Vorleistungen oder Vorleistungsgüter an eine Schwestergesellschaft im Niedrigsteuerland zu künstlich niedrigen Verrechnungspreisen liefern (unter Berücksichtigung des Fremdvergleichsgrundsatzes), wodurch ein überhöhter Gewinn im Niedrigsteuerland und ein zu niedriger Gewinn im Hochsteuerland anfällt. Umgekehrt könnte ein Konzernunternehmen im Hochsteuerland von seiner Schwestergesellschaft im Niedrigsteuerland Vorleistungen zu überhöhten, aber zulässigen Preisen beziehen. Dadurch wird im Niedrigsteuerland ein künstlich erzeugter höherer Gewinn erzielt, während im Hochsteuerland ein zu niedriger Gewinn entsteht. Die Steuervermeidungsstrategie des Double Irish With a Dutch Sandwich (deutsch zwei irische Gesellschaften mit einer dazwischengeschalteten niederländischen Gesellschaft) zielt als eine Vertragsgestaltung darauf ab, das irische und niederländische Steuerrecht so auszunutzen, dass keine oder lediglich minimale Steuern im multinationalen Konzern anfallen.
Die Eigenschaft „Niedrigsteuerland“ ist ein Vorteil bei der Standortwahl für Unternehmensgründungen, weil die Unternehmensbesteuerung ein wichtiger Standortfaktor ist. Alfred Weber zufolge (1909) beeinflussen die drei Standortfaktoren Transportkosten, Arbeitskosten und Agglomerationsvorteile die Standortwahl, wobei die Transportkosten im System von Weber eine zentrale Stellung einnehmen. Sie sind der wichtigste Faktor zur Bestimmung des optimalen Standorts. Zu den Ländern mit speziellen Steuervergünstigungen (englisch tax resorts) zählen Staaten mit Sondervergünstigungen für die Schifffahrt (etwa Panama oder Liberia; Billigflaggen). Die Staaten ohne jegliche Einkommen- und Körperschaftsteuer oder mit lediglich geringer Ertragsteuerbelastung wie Bahamas oder Bermuda heißen Steuerparadiese (englisch tax haven), in den Niedrigsteuerländern (englisch tax shelters wie Gibraltar) liegen die Ertragsteuersätze erheblich (20 % bis 30 %) unter den vergleichbaren Steuersätzen der Hochsteuerländer (wie Dänemark oder Frankreich).
Im Anschluss an ein Gipfeltreffen der G20 im Juni 2012 in Los Cabos veröffentlichte die OECD im Jahr 2013 einen Bericht sowie im Jahr 2015 einen Aktionsplan mit 15 Einzelmaßnahmen, um gegen unerwünschte Gewinnverkürzungen und -verlagerungen vorzugehen. Mit dem so genannten BEPS-Projekt (englisch Base Erosion and Profit Shifting) sollen einerseits Gewinnverlagerungsmöglichkeiten, die aus nicht abgestimmten Steuersystemen resultieren, beseitigt werden.

## Nationaler Steuerwettbewerb
Nationaler Steuerwettbewerb bezeichnet den Wettbewerb verschiedener Standorte innerhalb eines Staates, um durch ein attraktives Steuersystem Standortvorteile zu erzielen.

### Steuerwettbewerb in Deutschland
Der innerdeutsche Steuerwettbewerb ergibt sich vor allem daraus, dass die Gemeinden für die Gewerbesteuer als wesentliche Gemeindesteuer einen individuellen Hebesatz festlegen können. Frankfurt am Main hat als attraktiver Wirtschaftsstandort einen hohen Hebesatz von 490 %, während die Gemeinde Norderfriedrichskoog bis 2003 einen Hebesatz von 0 % erhob (ab 2004: Mindestsatz von 200 %).

### Steuerwettbewerb in der Schweiz
In der Schweiz wurden in den letzten 10 Jahren in 18 von 28 gemessenen Orten sowohl die Steuern für natürliche als auch für juristische Personen signifikant gesenkt. Aufgrund des föderalistischen Charakters des schweizerischen Steuersystems unterscheidet sich je nach Wohnort die steuerliche Belastung massiv. Als für natürliche Personen besonders günstig gelten die Kantone Obwalden, Schwyz und Zug. Für juristische Personen bieten insbesondere die Kantone Zug und Nidwalden attraktive Rahmenbedingungen.
Dass die Steuern in der Schweiz gegenüber anderen Ländern eher niedrig sind, lässt sich unter anderem auf das föderalistische Steuersystem und auf die direktdemokratischen Instrumente zurückführen. Sie erzeugen einen erheblichen Steuerwettbewerb zwischen den einzelnen Gebietskörperschaften. Sowohl die Kantone als auch die Gemeinden legen ihre Steuersätze, Bemessungsgrundlagen, aber auch diverse indirekte Abgaben selbst fest. Dabei bestehen je nach Kanton verschiedene Mitbestimmungsrechte. Für eine Änderung des Mehrwertsteuersatzes braucht es eine Änderung der Bundesverfassung, wobei in der Abstimmung sowohl das Volks- als auch das Ständemehr erreicht werden müssen. Zudem weisen die Steuersysteme einiger Kantone spezielle Eigenheiten auf. So gilt für die kantonalen Steuern der Kantone Obwalden und Schaffhausen eine Flat Tax. Der Kanton Obwalden wählte dieses System, nachdem ihm das Schweizerische Bundesgericht die Einführung eines degressiven Steuersystems verboten hatte. Einige Kantone bieten außerdem Ausländern, die in der Schweiz keiner Erwerbstätigkeit nachgehen, die Möglichkeit der Pauschalbesteuerung.
Eine weitere Eigenheit weist der Kanton Zug auf: Ausländische Erträge von Holdings und gemischten Unternehmungen sind von den kantonalen Steuern befreit.

## Internationaler Steuerwettbewerb
Internationaler Steuerwettbewerb bezeichnet den Steuerwettbewerb zwischen Standorten in verschiedenen Ländern bzw. verschiedenen Ländern insgesamt. Relevant sind hier vor allem Ertragsteuern. Internationaler Steuerwettbewerb ist das Konkurrieren der Länder untereinander, Unternehmensteuern zu senken, um die Standortattraktivität zu verbessern.

### Entstehung und Erscheinungsform
Die Steuersätze auf Unternehmensgewinne sind in allen wichtigen Industrieländern seit Mitte der 1980er Jahre deutlich und ununterbrochen gesenkt worden, im ungewichteten Durchschnitt von 48 % im Jahr 1982 auf 33 % im Jahr 2003. Dies ging einher mit einer Verbreiterung der Bemessungsgrundlage durch den Abbau von Vergünstigungen, Beschränkungen des Verlustausgleichs und der Abschreibungsmöglichkeiten, Regelungen zur Gesellschafter-Fremdfinanzierung oder eingeschränkter Möglichkeiten zur Bildung steuerwirksamer Rückstellungen. Diese als tax-cut-cum-base-broadening (Verminderung des nominalen Steuersatzes bei gleichzeitiger Verbreiterung der Bemessungsgrundlage) bezeichnete Strategie ist Ausdruck des verschärften Steuerwettbewerbs.
Voraussetzung für die Fortsetzung dieses Trends ist jedoch, dass ein internationaler Steuervergleich auch zukünftig nur anhand von nominellen Steuersätzen erfolgen wird. Methodisch ist dieses Vorgehen bereits jetzt sehr fragwürdig, da sich die Steuerlast aus der Multiplikation der steuerlichen Bemessungsgrundlage mit dem Steuersatz ergibt, Steuersatz und steuerliche Bemessungsgrundlage mithin also gleich wichtige Faktoren sind.
Die tax-cut-base-broadening Methode treibt immer buntere Blüten. 2008 hat Tschechien eine Flat Tax mit einem Steuersatz von 15 % eingeführt und hat damit scheinbar eine niedrigere Einkommensteuer als die Slowakei Steuerrecht (Slowakei). Bemessungsgrundlage für die Einkommensteuer ist jedoch das „Superbruttoeinkommen“, bei dem die Lohnnebenkosten zum Bruttoeinkommen hinzu addiert werden. Bei gleicher Bemessungsgrundlage wie in der Slowakei müsste der Steuersatz dagegen mindestens 20 % betragen und wäre damit höher als in der Slowakei.
Zur Verdeutlichung
Slowakei: Bemessungsgrundlage (Nettoeinkommen + Lohnnebenkosten - Freibetrag etc.) {\displaystyle \cdot } 19 %

Tschechien: Bemessungsgrundlage (Nettoeinkommen + Lohnnebenkosten + Lohnnebenkosten - Freibetrag etc.) {\displaystyle \cdot } 15 %.

### Begünstigung des Steuerwettbewerbs in der EU
Innerhalb der EU und des Binnenmarktes wird der Steuerwettbewerb im Wesentlichen durch die sich auch auf die direkten Steuern und damit auch auf die Unternehmensteuern erstreckenden vier europäischen Grundfreiheiten (das sind die der Freizügigkeit sowie des Dienstleistungs-, Waren- und Kapitalverkehrs) begünstigt, da diese nationale Abwehrmaßnahmen zur Einschränkung des Steuerwettbewerbs nahezu ausschließen. Seit seinem Urteil vom Januar 1986 beansprucht der Europäische Gerichtshof (EuGH) im Hinblick auf die Vervollkommnung des Binnenmarktes auch eine Zuständigkeit für die direkten Steuern innerhalb der EU und hat seitdem in mehr als 100 Urteilen das Recht der direkten Steuern maßgeblich beeinflusst. Diese Rechtsprechung soll den Steuerwettbewerb innerhalb der EU erst entschieden ermöglicht und seitdem zu einer deutlichen Reduzierung der Steuerbelastungen innerhalb der Mitgliedsländer geführt haben. Den Mitgliedsländern bleibt wegen der sich aus diesen gemeinschaftsrechtlichen Bindungen ergebenden Einschränkungen wenig Raum, sich dem Steuerwettbewerb zu entziehen.

## Ziele des Steuerwettbewerbs
Die Reduzierung der tariflichen Unternehmenssteuersätze zielt auf die Akquirierung internationaler Investoren, die Verbreiterung der Bemessungsgrundlage auf die Sicherung des nationalen Steueraufkommens. Aufgrund der erhöhten Standortattraktivität kann eine solche Steuerpolitik selbst dann vorteilhaft sein, wenn sich die gegenläufigen Wirkungen von Steuersatzsenkungen und Verbreiterung der Bemessungsgrundlage auf die für die Investitionsentscheidungen standortgebundener Unternehmen relevanten Kapitalnutzungskosten teilweise oder sogar vollständig aufheben.
Das Absenken der Unternehmenssteuern ist eine Maßnahme der Politik, Unternehmen anzulocken, die sich auf der Suche nach einem (neuen/zusätzlichem) Standort befinden (legale Steuerflucht). Zusätzlich können von der Politik Steuerbefreiungen für einen befristeten Zeitraum zugesagt oder bestimmte Ertragsarten geringer besteuert werden (Lizenzbox). Steuerwettbewerb spielt in Zeiten der Globalisierung und Internationalisierung eine große Rolle als Standortfaktor.